# Linia kolejowa Addis Abeba – Dżibuti
Linia kolejowa Addis Abeba – Dżibuti – linia kolejowa w Etiopii i Dżibuti o długości 756 km, łącząca stolicę Etiopii Addis Abebę z Dżibuti, stolicą państwa o tej samej nazwie.
Etiopska część linii liczy 659 km, zaś dżibucka 97 km.
Budowę rozpoczęto w 2012 roku.
Trasa została otwarta 5 października 2016 roku. Linia została zbudowana w miejscu starszej, wąskotorowej linii (1000 mm), zbudowanej przez Francuzów w latach 1897–1917.
Budowa linii kosztowała 3,4 miliarda dolarów. W 70% finansowana była przez chiński bank Exim, w 30% przez rząd Etiopii.